# Jesús de Otoro (ort)
Jesús de Otoro är en ort i Honduras.   Den ligger i departementet Departamento de Intibucá, i den västra delen av landet, 90 km nordväst om huvudstaden Tegucigalpa. Jesús de Otoro ligger 612 meter över havet och antalet invånare är 6 988.
Terrängen runt Jesús de Otoro är kuperad åt sydväst, men åt nordost är den bergig. Runt Jesús de Otoro är det ganska tätbefolkat, med 93 invånare per kvadratkilometer. Jesús de Otoro är det största samhället i trakten. Omgivningarna runt Jesús de Otoro är en mosaik av jordbruksmark och naturlig växtlighet.